# Ennin
Ennin (圓仁 vagy 円仁) (794–864) a tendai szektához tartozó japán buddhista szerzetes volt, aki tízéves kínai tanulmányútjáról hozott ezoterikus tantételekkel (mikkjó) színezte szektája arculatát úgy is mint 3. főapát, a Sanhsziban tanult nembucu meditációs gyakorlatokkal pedig az eljövendő dzsódo szekta útját egyengette. Útinaplója a kínaiak számára is páratlanul értékes tudósítás a Tang-korról és a buddhizmus ottani kiirtásának kezdeteiről, de 838 őszéről megörökíti benne a Halley-üstökös felbukkanását is, az újévi petárdapufogtatást, azt, hogy egy városka hivatalnokai munkaidő után az erre kijelölt helyen futballoznak, valamint azt is, hogy a 9. század eleji Jangcsouban „betér egy könyvesboltba, és jövő évre szóló nyomtatott naptárt vásárol magának. Ezt a vásárlást Ennin hétköznapi ügyként jegyzi fel”.